# Shanghai rap
|  | Denne artikel er oprettet af botten PalnaBot ud fra en ekstern database. Den kan derfor have sproglige fejl eller mangler. Denne skabelon kan fjernes efter kontrol af indholdet. |

Shanghai rap er en film instrueret af Anna-Maria Kantarius, Linda Wassberg.

## Handling
Hvad rapper man om når man ikke må sige 'bitch', 'ho' og 'fuck'? I censurens Kina er det stadigt forbudt at udtale sig kritisk om politik eller tage temaer som demokrati og sex op i tekster. I Shanghai Rap møder vi rapperen Aken og følger hendes bevægelser og stemme i den neon-oplyste by.